# مقاطعة جاسبر (إنديانا)
مقاطعة جاسبر هي مقاطعة في إنديانا، بلغ عدد سكانها 33٬478  نسمة، في 2010، عاصمتها رينسيلار، تبلغ مساحتها 1٬454 كيلومتر مربع.

## الموقع
تشترك في الحدود مع:
- مقاطعة بورتر (إنديانا).

## التقسيمات الإدارية
- رينسيلار.